# Campeonato colombiano 1981
El Campeonato colombiano 1981 fue el trigésimo cuarto (34°) torneo de la primera división del Fútbol Profesional Colombiano en la historia.
El campeón de esta edición fue el Atlético Nacional, que consiguió su cuarto título, y el subcampeón fue Deportes Tolima. El máximo goleador de esa temporada fue Víctor Hugo del Río, del Deportes Tolima, con 29 anotaciones. 

## Sistema del campeonato
Se disputaron dos torneos en el año (Apertura y Finalización). El Torneo Apertura se jugó en la modalidad de todos contra todos. Los dos primeros clasificaron a los cuadrangulares semifinales. El Torneo Finalización tomó como base la tabla de posiciones del Apertura para crear el Heptagonal A (compuesto por los siete primeros lugares) y el Heptagonal B (compuesto por los siete últimos lugares). Los dos primeros de cada heptagonal, más los dos mejor reclasificados diferentes a éstos, clasificaron a los cuadrangulares semifinales, junto con los dos primeros del Apertura. Los dos mejores de cada cuadrangular semifinal disputaron el cuadrangular final, para definir al campeón del año.

## Datos de los clubes
| Equipo                 | Departamento       | Ciudad       |
| ---------------------- | ------------------ | ------------ |
| América de Cali        | Valle del Cauca    | Cali         |
| Atlético Bucaramanga   | Santander          | Bucaramanga  |
| Atlético Nacional      | Antioquia          | Medellín     |
| Cúcuta Deportivo       | Norte de Santander | Cúcuta       |
| Deportes Quindío       | Quindío            | Armenia      |
| Deportes Tolima        | Tolima             | Ibagué       |
| Deportivo Cali         | Valle del Cauca    | Cali         |
| Deportivo Pereira      | Risaralda          | Pereira      |
| Independiente Medellín | Antioquia          | Medellín     |
| Atlético Junior        | Atlántico          | Barranquilla |
| Millonarios            | Bogotá, D. C.      | Bogotá       |
| Once Caldas            | Caldas             | Manizales    |
| Independiente Santa Fe | Bogotá, D. C.      | Bogotá       |
| Unión Magdalena        | Magdalena          | Santa Marta  |

## Torneo Apertura
| Pos. | Equipo                 | Pts. | PJ | G  | E  | P  | GF | GC | Dif. | Clasificación                         |
| ---- | ---------------------- | ---- | -- | -- | -- | -- | -- | -- | ---- | ------------------------------------- |
| 1    | América de Cali        | 38   | 26 | 15 | 8  | 3  | 42 | 21 | +21  | Grupo A y Cuadrangulares semifinales. |
| 2    | Millonarios            | 35   | 26 | 14 | 7  | 5  | 46 | 28 | +18  | Grupo A y Cuadrangulares semifinales. |
| 3    | Atlético Nacional      | 33   | 26 | 13 | 7  | 6  | 41 | 32 | +9   | Grupo A.                              |
| 4    | Deportivo Cali         | 29   | 26 | 11 | 7  | 8  | 35 | 22 | +13  | Grupo A.                              |
| 5    | Deportes Quindío       | 27   | 26 | 9  | 9  | 8  | 28 | 29 | −1   | Grupo A.                              |
| 6    | Unión Magdalena        | 27   | 26 | 9  | 9  | 8  | 23 | 29 | −6   | Grupo A.                              |
| 7    | Cúcuta Deportivo       | 25   | 26 | 9  | 7  | 10 | 30 | 36 | −6   | Grupo A.                              |
| 8    | Deportivo Pereira      | 24   | 26 | 6  | 12 | 8  | 29 | 32 | −3   | Grupo B.                              |
| 9    | Santa Fe               | 23   | 26 | 6  | 11 | 9  | 36 | 40 | −4   | Grupo B.                              |
| 10   | Atlético Bucaramanga   | 23   | 26 | 7  | 9  | 10 | 29 | 37 | −8   | Grupo B.                              |
| 11   | Independiente Medellín | 22   | 26 | 7  | 8  | 11 | 26 | 36 | −10  | Grupo B.                              |
| 12   | Junior                 | 21   | 26 | 6  | 9  | 11 | 19 | 26 | −7   | Grupo B.                              |
| 13   | Once Caldas            | 20   | 26 | 7  | 6  | 13 | 32 | 41 | −9   | Grupo B.                              |
| 14   | Deportes Tolima        | 19   | 26 | 6  | 7  | 13 | 13 | 21 | −8   | Grupo B.                              |

 Fuente: Rsssf

### Resultados
| Apertura 1981     | AME | BUC | CAL | CUC | JUN | MAG | DIM | MIL | NAL | ONC | PER | QUI | SFE | TOL |
| América de Cali   |     | 2:0 | 0:0 | 5:1 | 2:0 | 2:0 | 2:1 | 2:1 | 1:2 | 1:0 | 1:2 | 2:1 | 4:4 | 1:0 |
| Bucaramanga       | 2:2 |     | 1:2 | 1:1 | 1:0 | 1:1 | 2:1 | 1:2 | 3:1 | 0:0 | 0:0 | 1:2 | 1:1 | 2:0 |
| Deportivo Cali    | 1:3 | 3:1 |     | 3:0 | 3:0 | 3:0 | 0:1 | 1:0 | 3:0 | 1:0 | 1:1 | 3:0 | 2:2 | 2:1 |
| Cúcuta Deportivo  | 1:1 | 0:0 | 3:2 |     | 1:0 | 0:2 | 0:0 | 1:0 | 2:0 | 5:0 | 1:0 | 2:1 | 3:2 | 1:1 |
| Junior            | 0:0 | 3:0 | 0:0 | 1:0 |     | 1:1 | 3:1 | 0:0 | 1:3 | 3:1 | 1:0 | 1:1 | 0:1 | 1:1 |
| Unión Magdalena   | 0:1 | 0:1 | 0:0 | 2:1 | 1:0 |     | 0:0 | 1:3 | 1:0 | 2:0 | 3:1 | 1:0 | 0:0 | 1:0 |
| Medellín          | 1:2 | 3:1 | 3:2 | 1:0 | 0:0 | 1:1 |     | 1:3 | 2:1 | 1:2 | 2:2 | 0:0 | 2:0 | 0:2 |
| Millonarios       | 2:1 | 2:0 | 2:1 | 1:1 | 3:1 | 2:1 | 5:0 |     | 3:3 | 1:0 | 1:1 | 3:1 | 1:0 | 2:1 |
| Atlético Nacional | 0:0 | 4:2 | 2:1 | 3:2 | 2:1 | 1:1 | 1:1 | 3:0 |     | 2:1 | 1:0 | 3:0 | 0:0 | 1:0 |
| Once Caldas       | 0:1 | 1:2 | 1:0 | 4:0 | 2:0 | 2:1 | 2:0 | 2:2 | 3:5 |     | 2:4 | 1:1 | 3:2 | 1:3 |
| Deportivo Pereira | 1:1 | 1:1 | 0:0 | 0:0 | 0:0 | 3:1 | 2:2 | 3:1 | 1:1 | 1:1 |     | 1:2 | 1:2 | 2:1 |
| Deportes Quindío  | 0:3 | 2:2 | 1:0 | 3:1 | 0:0 | 4:1 | 0:1 | 0:0 | 0:0 | 2:1 | 2:0 |     | 0:0 | 0:0 |
| Santa Fe          | 1:1 | 2:1 | 0:0 | 1:2 | 1:2 | 1:1 | 2:1 | 1:5 | 3:4 | 1:1 | 3:0 | 2:3 |     | 3:1 |
| Deportes Tolima   | 0:1 | 1:2 | 0:1 | 2:1 | 1:0 | 0:0 | 1:0 | 1:1 | 2:1 | 0:0 | 1:2 | 0:2 | 1:1 |     |

## Torneo Finalización

### Grupo A
| Pos. | Equipo            | Pts. | PJ | G | E  | P  | GF | GC | Dif. | Clasificación                |
| ---- | ----------------- | ---- | -- | - | -- | -- | -- | -- | ---- | ---------------------------- |
| 1    | Deportes Quindío  | 25   | 21 | 8 | 9  | 4  | 33 | 31 | +2   | Cuadrangulares semifinales.  |
| 2    | Deportivo Cali    | 23   | 21 | 9 | 5  | 7  | 32 | 26 | +6   | Cuadrangulares semifinales.  |
| 3    | Unión Magdalena   | 23   | 21 | 9 | 5  | 7  | 24 | 25 | −1   |                              |
| 4    | Atlético Nacional | 21   | 21 | 8 | 5  | 8  | 28 | 27 | +1   |                              |
| 5    | Cúcuta Deportivo  | 21   | 21 | 5 | 11 | 5  | 29 | 33 | −4   |                              |
| 6    | Millonarios       | 19   | 21 | 5 | 9  | 7  | 20 | 25 | −5   | Clasificados en el Apertura. |
| 7    | América de Cali   | 18   | 21 | 8 | 2  | 11 | 31 | 30 | +1   | Clasificados en el Apertura. |

 Fuente: Rsssf

### Grupo B
| Pos. | Equipo                 | Pts. | PJ | G  | E | P | GF | GC | Dif. | Clasificación               |
| ---- | ---------------------- | ---- | -- | -- | - | - | -- | -- | ---- | --------------------------- |
| 1    | Deportes Tolima        | 27   | 21 | 10 | 7 | 4 | 29 | 20 | +9   | Cuadrangulares semifinales. |
| 2    | Junior                 | 24   | 21 | 8  | 8 | 5 | 34 | 29 | +5   | Cuadrangulares semifinales. |
| 3    | Once Caldas            | 21   | 21 | 8  | 5 | 8 | 32 | 32 | 0    |                             |
| 4    | Atlético Bucaramanga   | 20   | 21 | 7  | 6 | 8 | 23 | 25 | −2   |                             |
| 5    | Santa Fe               | 18   | 21 | 6  | 6 | 9 | 31 | 33 | −2   |                             |
| 6    | Independiente Medellín | 18   | 21 | 6  | 6 | 9 | 25 | 29 | −4   |                             |
| 7    | Deportivo Pereira      | 16   | 21 | 4  | 8 | 9 | 26 | 32 | −6   |                             |

 Fuente: Rsssf

### Resultados
| Finalización 1981      | AME | BUC | CAL | CUC     | JUN | MAG     | DIM | MIL | NAL     | ONC     | PER     | QUI | SFE     | TOL     |
| América de Cali        |     | 2:1 | 0:1 | 2:2     |     | 3:0     |     | 2:1 | 0:1     |         | 3:0 0:3 | 1:3 | 3:1     |         |
| Atlético Bucaramanga   |     |     | 1:1 | 1:2 1:2 | 1:2 |         | 1:0 |     | 2:0     | 0:0     | 2:2     | 2:0 | 0:1     | 1:1     |
| Deportivo Cali         | 1:2 |     |     | 2:2     | 2:2 | 2:0     | 2:1 | 1:2 | 2:0     | 2:1 4:2 |         | 4:0 |         |         |
| Cúcuta Deportivo       | 2:6 | 1:2 | 2:1 |         |     | 1:1     | 1:0 | 0:0 | 3:1     |         | 1:1     | 1:2 |         | 2:2     |
| Junior                 | 1:0 | 3:1 |     | 2:2     |     | 1:2 1:0 | 0:0 |     |         | 4:0     | 0:0     | 4:1 | 2:2     | 1:0     |
| Unión Magdalena        | 1:0 | 1:0 | 3:1 | 1:0     | 1:1 |         |     | 4:0 | 2:1     |         | 1:0     | 1:1 |         | 1:1     |
| Independiente Medellín | 2:0 | 1:2 |     |         | 1:1 | 2:1     |     | 1:1 | 0:0 1:3 | 1:3     | 0:0     |     | 1:0     | 0:2     |
| Millonarios            | 1:0 | 0:1 | 1:1 | 2:2     | 2:1 | 3:1     |     |     | 0:1     |         |         | 1:3 | 0:0 1:1 |         |
| Atlético Nacional      | 2:1 |     | 1:2 | 1:1     | 0:0 | 4:0     | 3:4 | 2:1 |         | 4:3     |         | 1:1 | 2:0     |         |
| Once Caldas            | 3:2 | 2:2 | 1:0 | 3:0     | 2:3 | 2:0     | 1:0 | 1:1 |         |         | 1:1     |     | 3:1     | 1:0     |
| Deportivo Pereira      | 1:2 | 1:1 | 1:2 |         | 4:2 |         | 2:4 | 1:2 | 0:0     | 2:1     |         | 3:3 | 2:3     | 0:2     |
| Deportes Quindío       | 2:1 |     | 1:1 | 1:1     |     | 0:0     | 1:1 | 1:0 | 2:0     | 1:1     |         |     |         | 2:0 2:2 |
| Santa Fe               |     | 0:1 | 2:0 | 1:1     | 4:1 | 1:3     | 3:4 | 1:1 |         | 2:0     | 1:2     | 6:3 |         | 1:1     |
| Deportes Tolima        | 1:1 | 3:0 | 1:0 |         | 4:2 |         | 2:1 | 0:0 | 2:1     | 2:1     | 1:0     | 0:3 | 2:0     |         |

## Reclasificación
| Pos. | Equipo                 | Pts. | PJ | G  | E  | P  | GF | GC | Dif. | Clasificación                |
| ---- | ---------------------- | ---- | -- | -- | -- | -- | -- | -- | ---- | ---------------------------- |
| 1    | América de Cali        | 56   | 47 | 23 | 10 | 14 | 73 | 51 | +22  | Clasificado en el Apertura.  |
| 2    | Atlético Nacional      | 54   | 47 | 21 | 12 | 14 | 69 | 59 | +10  | Cuadrangulares semifinales.  |
| 3    | Millonarios            | 54   | 47 | 19 | 16 | 12 | 66 | 53 | +13  | Clasificado en el Apertura.  |
| 4    | Deportivo Cali         | 52   | 47 | 20 | 12 | 15 | 67 | 48 | +19  | Clasificados por el grupo A. |
| 5    | Deportes Quindío       | 52   | 47 | 17 | 18 | 12 | 61 | 60 | +1   | Clasificados por el grupo A. |
| 6    | Unión Magdalena        | 50   | 47 | 18 | 14 | 15 | 47 | 54 | −7   | Cuadrangulares semifinales.  |
| 7    | Deportes Tolima        | 46   | 47 | 16 | 14 | 17 | 42 | 49 | −7   | Clasificado por el grupo B.  |
| 8    | Cúcuta Deportivo       | 46   | 47 | 14 | 18 | 15 | 59 | 69 | −10  | Copa Colombia 1981           |
| 9    | Junior                 | 45   | 47 | 14 | 17 | 16 | 53 | 55 | −2   | Clasificado por el grupo B.  |
| 10   | Atlético Bucaramanga   | 43   | 47 | 14 | 15 | 18 | 52 | 62 | −10  | Copa Colombia 1981           |
| 11   | Once Caldas            | 41   | 47 | 15 | 11 | 21 | 63 | 73 | −10  | Copa Colombia 1981           |
| 12   | Santa Fe               | 41   | 47 | 12 | 17 | 18 | 67 | 73 | −6   | Copa Colombia 1981           |
| 13   | Deportivo Pereira      | 40   | 47 | 10 | 20 | 17 | 55 | 64 | −9   | Copa Colombia 1981           |
| 14   | Independiente Medellín | 38   | 47 | 12 | 14 | 21 | 50 | 66 | −16  | Copa Colombia 1981           |

 Fuente: Rsssf

## Cuadrangulares semifinales

### Grupo A
| Pos. | Equipo          | Pts. | PJ | G | E | P | GF | GC | Dif. | Clasificación       |
| ---- | --------------- | ---- | -- | - | - | - | -- | -- | ---- | ------------------- |
| 1    | América de Cali | 9    | 6  | 4 | 1 | 1 | 12 | 1  | +11  | Cuadrangular final. |
| 2    | Junior          | 9    | 6  | 4 | 1 | 1 | 11 | 9  | +2   | Cuadrangular final. |
| 3    | Millonarios     | 3    | 6  | 1 | 1 | 4 | 5  | 12 | −7   | Copa Colombia 1981  |
| 4    | Unión Magdalena | 3    | 6  | 1 | 1 | 4 | 3  | 9  | −6   | Copa Colombia 1981  |

 Fuente: Rsssf

### Grupo B
| Pos. | Equipo            | Pts. | PJ | G | E | P | GF | GC | Dif. | Clasificación       |
| ---- | ----------------- | ---- | -- | - | - | - | -- | -- | ---- | ------------------- |
| 1    | Deportes Tolima   | 8    | 6  | 2 | 4 | 0 | 6  | 4  | +2   | Cuadrangular final. |
| 2    | Atlético Nacional | 7    | 6  | 2 | 3 | 1 | 8  | 4  | +4   | Cuadrangular final. |
| 3    | Deportivo Cali    | 6    | 6  | 2 | 2 | 2 | 10 | 9  | +1   | Copa Colombia 1981  |
| 4    | Deportes Quindío  | 3    | 6  | 0 | 3 | 3 | 3  | 10 | −7   | Copa Colombia 1981  |

 Fuente: Rsssf

## Cuadrangular final
| Pos. | Equipo            | Pts. | PJ | G | E | P | GF | GC | Dif. | Clasificación                   |
| ---- | ----------------- | ---- | -- | - | - | - | -- | -- | ---- | ------------------------------- |
| 1    | Atlético Nacional | 8    | 6  | 3 | 2 | 1 | 7  | 6  | +1   | Campeón y Copa Libertadores.    |
| 2    | Deportes Tolima   | 6    | 6  | 2 | 2 | 2 | 10 | 9  | +1   | Subcampeón y Copa Libertadores. |
| 3    | América de Cali   | 5    | 6  | 1 | 3 | 2 | 6  | 8  | −2   |                                 |
| 4    | Junior            | 5    | 6  | 1 | 3 | 2 | 10 | 10 | 0    |                                 |

 Fuente: Rsssf
|                                      |
| Bandera de Colombia                  |
| Campeón Atlético Nacional 4.º título |

## Goleadores
| Jugador                    | Equipo                 | Goles |
| -------------------------- | ---------------------- | ----- |
| Víctor Hugo del Río        | Deportes Tolima        | 29    |
| Oswaldo Marcial Palavecino | Santa Fe               | 21    |
| Sergio Antonio Cierra      | Deportivo Pereira      | 19    |
| César Cueto                | Atlético Nacional      | 17    |
| Adalberto Perroud          | Junior de Barranquilla | 15    |
| Abel Lobatón               | Deportes Quindío       | 15    |